# Jenny Gross
Jennifer Elizabeth "Jenny" Gross-Reynolds (apellido de soltera: Gross), es un personaje ficticio de la serie de televisión australiana Winners & Losers, interpretada por la actriz Melissa Bergland del 22 de marzo de 2011 hasta el final de la serie el 12 de septiembre del 2016.

## Biografía
Jenny decide asistir a su reunión de la secundaria y ahí se reencuentra con sus mejores amigas de la infancia: Sophie Wong, Bec Gilbert y Frances James, el grupo está feliz de reencontrarse, deciden demostrarles a todos que no son una perdedoras y evitar a su antigua enemiga Tiffany Turner, sin embargo cuando se topan con ella, se dan cuenta de que no ha cambiado en nada.
Jenny comienza una relación con su amigo Rhys Mitchell, pero se sorprende cuando se entera de que Rhys es gay.
En el 2011 comienza una relación con Callum Gilbert, el hermano de Bec, la relación va bien y Callum termina proponiéndole matrimonio, sin embargo la relación casi se acaba cuando Jenny termina besando a Lachie Clarke, sin embargo logra que Callum la perdone y se comprometen nuevamente, sin embargo el día de la boda, ambos deciden terminar con su relación.
En el 2014 Jenny comienza una relación con su compañero de trabajo, Gabe Reynolds.
Poco después Jenny descubre que es portadora del gen BRCA1, por lo que decide someterse a una doble mastectomía. Poco después de su operación Jenny comienza a alejar a Gabe.
Durante el final de la temporada en el 2016 se revela que Jenny y Gabe están esperando gemelos, más tarde la pareja vive en San Francisco con sus dos hijas.